# Natalya Neidhart
Natalie "Nattie" Katherine Neidhart-Wilson, znana jako Natalya (ur. 27 maja 1982 w Calgary) – kanadyjska wrestlerka występująca w federacji WWE, w brandzie  SmackDown, pod pseudonimem Natalya. Jest byłą mistrzynią kobiet SmackDown i mistrzynią WWE Divas. Natalya jest córką Jima „The Anvil” Neidharta i Ellie Hart, siostry Breta Harta.

## Kariera wrestlingu

### Początki (2000-2007)
Karierę rozpoczęła, w 2000 roku, pracując jako gospodarz i spiker ringowy dla federacji Mat Rats. Jako regularna wrestlerka zaczęła pracować, w 2003 roku, w rodzinnej firmie Stampede Wrestling, gdzie dwukrotnie zdobyła mistrzostwo kobiet. Oprócz tego prowadziła długą rywalizację z Belle Lovitz. Podczas pracy dla Stampede występowała, w różnych niezależnych promocjach np. Prairie Wrestling Association. 

### WWE (2007-obecnie)
W 2007 roku podpisała kontrakt z WWE i zaczęła się szkolić, w Deep South Wrestling oraz Ohio Valley Wrestling. Zadebiutowała, w głównym składzie jako sojuszniczka doświadczonej wrestlerki, Victorii. Natalya miała szansę zostać pierwszą posiadaczką WWE Divas Championship, lecz przegrała walkę o tytuł z Michelle McCool na The Great American Bash. W listopadzie 2010 zdobyła Divas Championship po raz pierwszy, w karierze, po tym jak pokonała duet LayCool (Layla i oficjalna mistrzyni Michelle McCool), czyli ówczesnych samozwańczych mistrzyń, na Survivor Series. Mistrzostwo straciła na rzecz Eve, w fatal 4-way z udziałem LayCool, na Royal Rumble, w styczniu 2011. 
W 2011 utworzyła mocny sojusz z Beth Phoenix, który został nazwany „Divas of Doom”. Na Hell in a Cell Natalya pomogła Phoenix wygrać WWE Divas Championship od Kelly Kelly. Sojusz rozwiązał się, kiedy Phoenix niesłusznie oskarżyła Natalyę o atak na Kaitlyn, po czym pokłóciły się, a niedługo potem Beth opuściła WWE.
Z biegiem 2014 roku Natalya zaczęła regularnie występować, w brandzie szkoleniowym WWE, czyli NXT. Dotarła nawet do finałów o zawieszone NXT Women's Championship, lecz przegrała walkę o mistrzostwo z Charlotte. 
Później od 2014 do 2015 zarządzała drużyną swojego męża, Tysona Kidda oraz jego sojusznika Cesaro. Drużyna rozwiązała się, po tym jak Kidd dostał poważnej kontuzji, a Natalya wzięła wolne, aby zaopiekować się mężem. 
Po powrocie wielokrotnie próbowała zdobyć mistrzostwo Divas, jednak jej się to nie udało. Później rozpoczęła rywalizację z Charlotte o WWE Women's Championship, którą 11 kwietnia 2016 niemalże pokonała o mistrzostwo, jednak sędzia zakończył mecz dyskwalifikacją, z wygraną Natalyi, po tym jak Ric Flair próbował ingerować w mecz, przez co Natalya nie zdobyła mistrzostwa. W rewanżu na Payback Charlotte pokonała Natalyę, w towarzystwie Breta Harta, po tym jak mistrzyni założyła ruch Sharpshooter, charakterystyczny dla rodziny Natalyi, jednak ta się nie poddała. Sędzia jednak zakończył mecz i przyznał wygraną Charlotte, a mecz jest teraz określany jako Screwjob, nawiązując do Montreal Screwjob, któremu uległ wujek Natalyi, Bret, na Survivor Series, w 1997 roku. Natalya poniosła porażkę, w rewanżu na Extreme Rules, w meczu promowanym jako submission match.

#### SmackDown Women's Champion (2017)

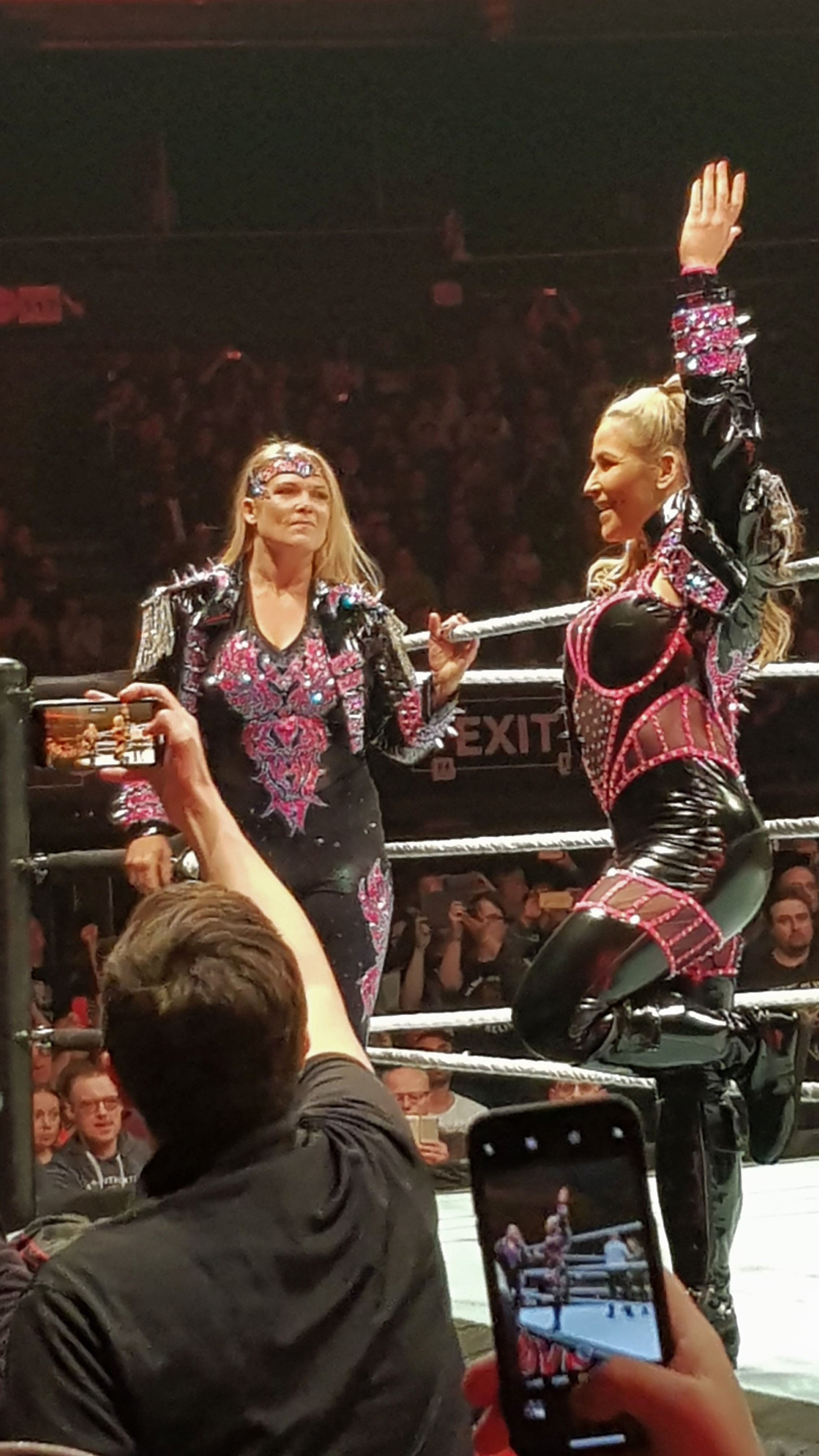
Divas of Doom podczas wejścia na WrestleManii 35 - Beth Phoenix (po lewej) i Natalya (po prawej)

Natalya została pretendentką numer jeden do SmackDown Women's Championship, po tym jak na Battleground pokonała Lanę, Taminę, Becky Lynch oraz Charlotte Flair. Na SummerSlam pokonała mistrzynię Naomi, aby wygrać mistrzostwo kobiet SmackDown. 12 września obroniła tytuł, w rewanżu. Następnie wznowiła rywalizację z Charlotte Flair. Na Hell in a Cell Natalya zaatakowała Flair krzesłem, w meczu o tytuł powodując dyskwalifikację. 14 listopada utraciła tytuł, w rewanżu, kończąc panowanie po 86 dniach. 

#### Różne sojusze (2018-2020)
16 kwietnia 2018 Natalya zawarła sojusz z Rondą Rousey, która obroniła ją przed atakiem Sonyi Deville i Mandy Rose. Pod koniec roku zakończyła swoją długą rywalizację z Ruby Riott, po tym jak pokonała ją, w tables matchu na TLC. W grudniu zmierzyła się również z Rousey, o jej mistrzostwo kobiet Raw, jednak Natalya przegrała, a Panie okazały sobie po walce szacunek. 
Na Fastlane Natalya i Beth Phoenix ponownie sprzymierzyły się po 8 latach i ogłosiły, że będą brały udział, w walce o WWE Women's Tag Team Championship na WrestleManii 35. Na gali Phoenix i Natalya nie zdołały wygrać mistrzostw, po tym jak duet IIconics (Billie Kay i Peyton Royce) wyszły zwycięsko ze starcia fatal 4-way.
Na Crown Jewel Natalya pokonała Lacey Evans, w pierwszym meczu kobiet w Arabii Saudyjskiej. Później utworzyła krótkotrwały sojusz z Liv Morgan, z którą przegrała starcie na WrestleManii 36.
Natalya następnie sprzymierzyła się z Laną. Sojusz rozwiązał się, kiedy to Natalya została przeniesiona na SmackDown i skrytykowała swoją przyjaciółkę.  

#### WWE Women's Tag Team Champion (2021-obecnie)
Pod koniec 2020 roku Natalya sprzymierzyła się z dawną rywalką, Taminą. 
Na część 2 WrestleManii 37, czyli 11 kwietnia 2021, WWE Women's Tag Team Champions Nia Jax i Shayna Baszler zostały wyznaczone do obrony tytułu mistrzowskiego, w walce z zwyciężczyniami Tag Team Turmoil matchu, który został zaplanowany na część 1, czyli 10 kwietnia. Sojusz Natalyi i Taminy wyszedł zwycięsko z tego starcia, lecz następnego dnia zostały pokonane przez drużynę mistrzyń.
Przez cały kwiecień Jax i Baszler, u boku nowego menedżera Reginalda, kontynuowały rywalizację z Natalyą i Taminą. Rywalki co tydzień odnosiły zwycięstwa zarówno nad Nią, jak i Shayną, a nawet nad Reginaldem. Doprowadziło to do rewanżu o tytuły, na SmackDown 14 maja 2021, gdzie Natalya i Tamina zakończyły dominację Jax i Baszler, odbierając im mistrzostwa. Tą walką duet zakończył drugie panowanie Nii i Shayny po 103 dniach. 

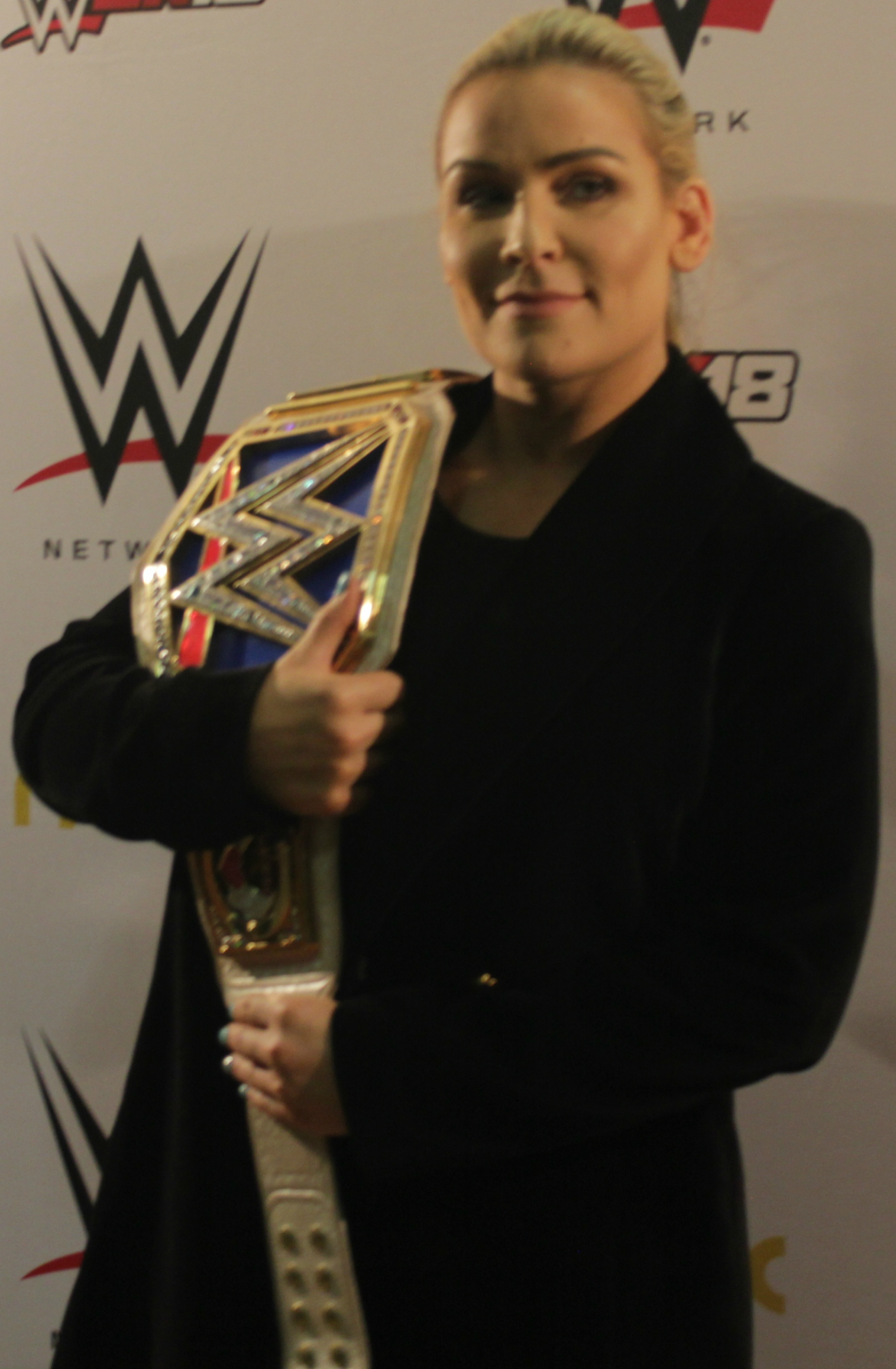
Natalya jako mistrzyni kobiet SmackDown, w 2017 roku

## Inne media
Natalya jest grywalną postacią, w dwunastu grach video WWE. Zadebiutowała jako postać gry WWE SmackDown vs. Raw 2010, a następnie w WWE SmackDown vs. Raw 2011, WWE '12, WWE '13 (jako DLC), WWE 2K14, WWE 2K15, WWE 2K16, WWE 2K17, WWE 2K18, WWE 2K19, WWE 2K20 oraz WWE 2K Battlegrounds. 
Od 2013 roku Nattie występuje w Reality Show pt „Total Divas”.

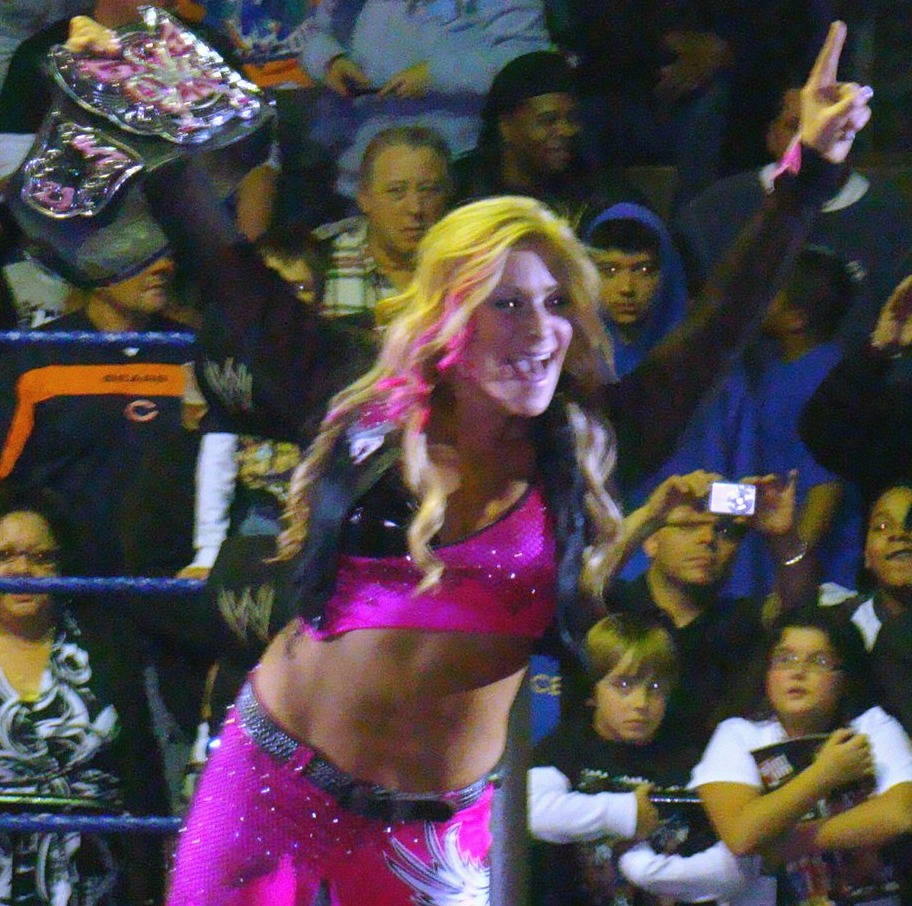
Natalya jako mistrzyni WWE Divas w 2011 roku

## Mistrzostwa i osiągnięcia
- NWA: Extreme Canadian Championship Wrestling
  - SuperGirls Championship (1 raz)

- Pro Wrestling Illustrated
  - PWI uznało ją za 1. spośród 50. najlepszych wrestlerek 2008 roku[49]
  - PWI uznało ją jako 11. spośród 30. najlepszych wrestlerek 2018 roku

- Stampede Wrestling
  - Stampede Women's Pacific Championship (2 razy)
  - Women's Wrestler of the Year (2005)
- World Wrestling Entertainment / WWE
  - WWE Divas Championship (1 raz)[50]
  - WWE SmackDown Women’s Championship (1 raz)[51]
  - WWE Women’s Tag Team Championship (1 raz) – z Taminą[52]